# The Deceiver (film 1931)
The Deceiver è un film del 1931 diretto da Louis King.
È un film giallo statunitense con Lloyd Hughes, Dorothy Sebastian e Ian Keith. John Wayne è una comparsa nel ruolo di un cadavere.
È basato sul racconto del It Might Have Happened di Abem Finkel e Bella Muni.

## Produzione
Il film, diretto da Louis King su una sceneggiatura di Jack Cunningham, Charles Logue e Jo Swerling con il soggetto di Abem Finkel e Bella Muni, fu prodotto dalla Columbia Pictures Corporation I titoli di lavorazione furono It Might Have Happened e  Unwanted.

## Distribuzione
Il film fu distribuito negli Stati Uniti nel 1931 al cinema dalla Columbia Pictures Corporation. È stato distribuito anche nel Regno Unito.